# Josiah T. Walls

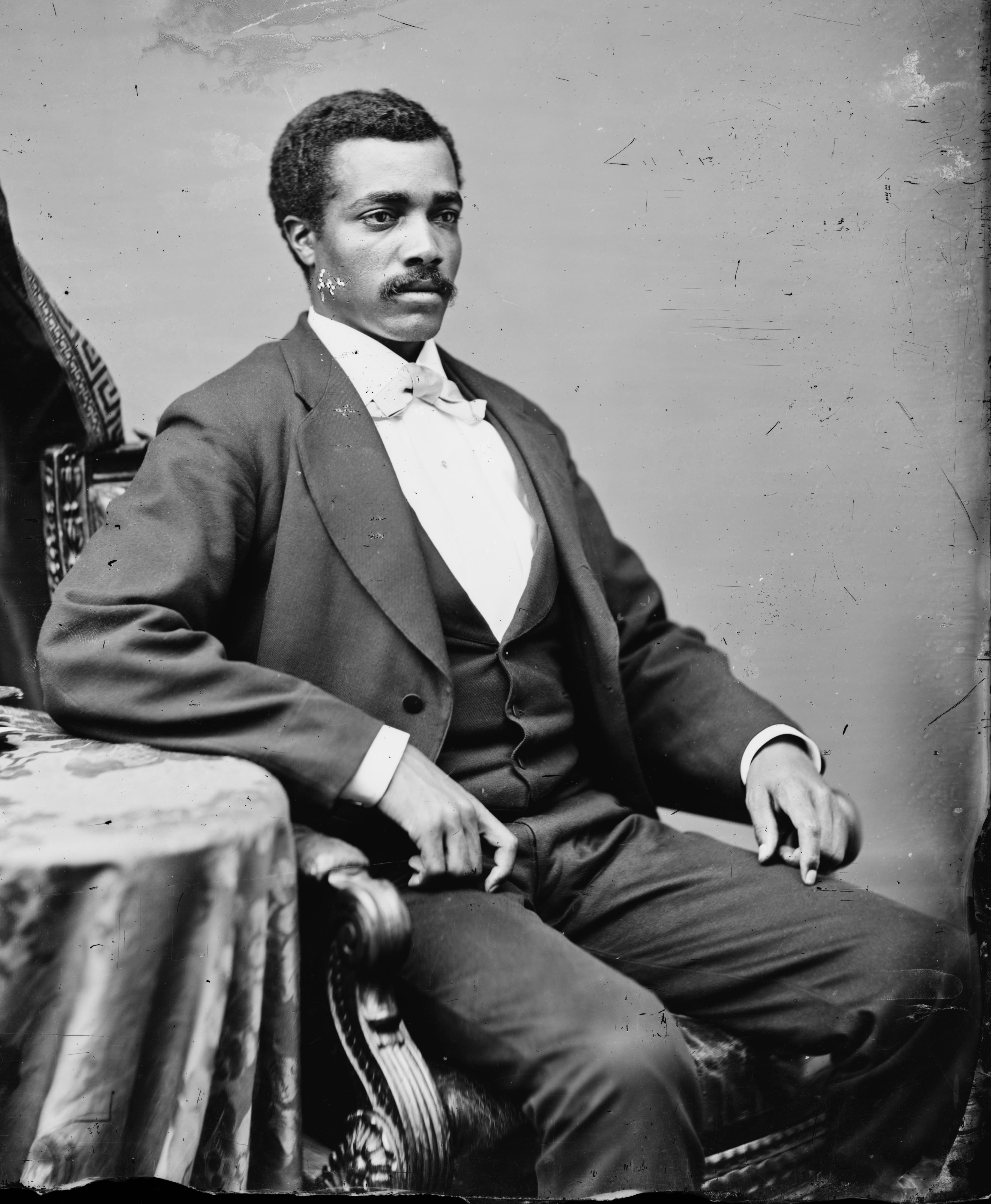
Josiah T. Walls

Josiah Thomas Walls (* 30. Dezember 1842 in Winchester, Virginia; † 15. Mai 1905 in Tallahassee, Florida) war ein US-amerikanischer Politiker. Zwischen 1871 und 1876 vertrat er den Bundesstaat Florida im US-Repräsentantenhaus.

## Werdegang
Josiah Walls wurde als Sklave in Virginia geboren. Zu Beginn des Bürgerkrieges wurde er zum Dienst in der Armee der Konföderation gezwungen. Im Jahr 1862 wurde er von Unionstruppen gefangen genommen. Später wurde er dann Mitglied in einer aus Afroamerikanern bestehenden Einheit im Heer der Union. Nach dem Ende des Krieges verließ er das Militär und ließ sich im Alachua County in Florida nieder. Dort wurde er im Gartenbau tätig.
Politisch war Walls Mitglied der Republikanischen Partei. Im Jahr 1868 war er Delegierter auf einer Versammlung zur Überarbeitung der Verfassung von Florida. Ab 1869 gehörte er dem Senat von Florida an. Bei den Kongresswahlen des Jahres 1870 wurde er im damals einzigen Wahlbezirk dieses Staates in das US-Repräsentantenhaus in Washington, D.C. gewählt, wo er am 4. März 1871 die Nachfolge von Charles Memorial Hamilton antrat. Diese Wahl wurde aber von dem Demokraten Silas L. Niblack angefochten. Nachdem diesem Einspruch stattgegeben worden war, musste Walls am 29. Januar 1873 sein Mandat an Niblack abtreten. Dieser beendete dann bis zum 3. März desselben Jahres die laufende Legislaturperiode im Kongress. Inzwischen war Josiah Walls bei den Wahlen des Jahres 1872 im neugeschaffenen zweiten Distrikt von Florida erneut in den Kongress gewählt worden. Dort absolvierte er zwischen dem 4. März 1873 und dem 3. März 1875 eine volle Amtszeit. Walls wurde auch im Jahr 1874 bestätigt. Daher konnte er am 4. März 1875 eine weitere Legislaturperiode im US-Repräsentantenhaus antreten. Der Ausgang dieser Wahl wurde aber vom Demokraten Jesse Johnson Finley angefochten. Nachdem auch diesem Einspruch entsprochen wurde, musste Walls sein Mandat am 19. April 1876 an Finley abtreten. Diese Entscheidung bedeutete auch das Ende der politischen Laufbahn von Walls.
Nach seinem Ausscheiden aus dem US-Repräsentantenhaus bewirtschaftete Josiah Walls eine erfolgreiche Plantage im Alachua County. Ein starker Frosteinbruch im Jahr 1895 führte dann aber zum Ende dieser Plantage. Danach arbeitete er in Tallahassee als Lehrer. 1896 wurde er Direktor der landwirtschaftlichen Fakultät der Florida A&M University. Josiah Walls starb am 15. Mai 1905 in Tallahassee.